# Dog Eat Dog (filme)
Dog Eat Dog  é um filme norte-americano de 2016 do gênero ação. Dirigido por Paul Schrader (também atua), tem em seu elenco os atores Nicolas Cage e Willem Dafoe.[carece de fontes?]
O filme é baseado no livro Dog Eat Dog de Edward Bunker.

## Sinopse
Três ex-detentos: Troy (Nicolas Cage), Mad Dog (Willem Dafoe) e Diesel (Christopher Matthew Cook) fazem o serviço sujo da cidade e quando aparece um trabalho que renderá um bom pagamento, o sequestro de um bebê, tudo sai errado.

## Elenco
- Nicolas Cage........................ Troy
- Willem Dafoe........................ Mad Dog
- Christopher Matthew Cook... Diesel
- Paul Schrader........................ Grecco